# Pterolophioides stramentosus
Pterolophioides stramentosus là một loài bọ cánh cứng trong họ Cerambycidae.